# Bagiński (herb szlachecki)
Radwan odmienny (Bagiński) – odmiana herbu szlacheckiego Radwan.

## Opis herbu
W polu czerwonym chorągiew złota kościelna, o dwóch polach, z frędzlami u dołu, na której wierzchu zaćwieczony takiż krzyż kawalerski.
W klejnocie trzy pióra strusie.

## Najwcześniejsze wzmianki
1552 rok.

## Herbowni
Bagiński.